# チョルフ川
| チョルフ川河口チョルフ川 (トルコ)チョルフ川 (ジョージア)チョルフ川 (黒海) |

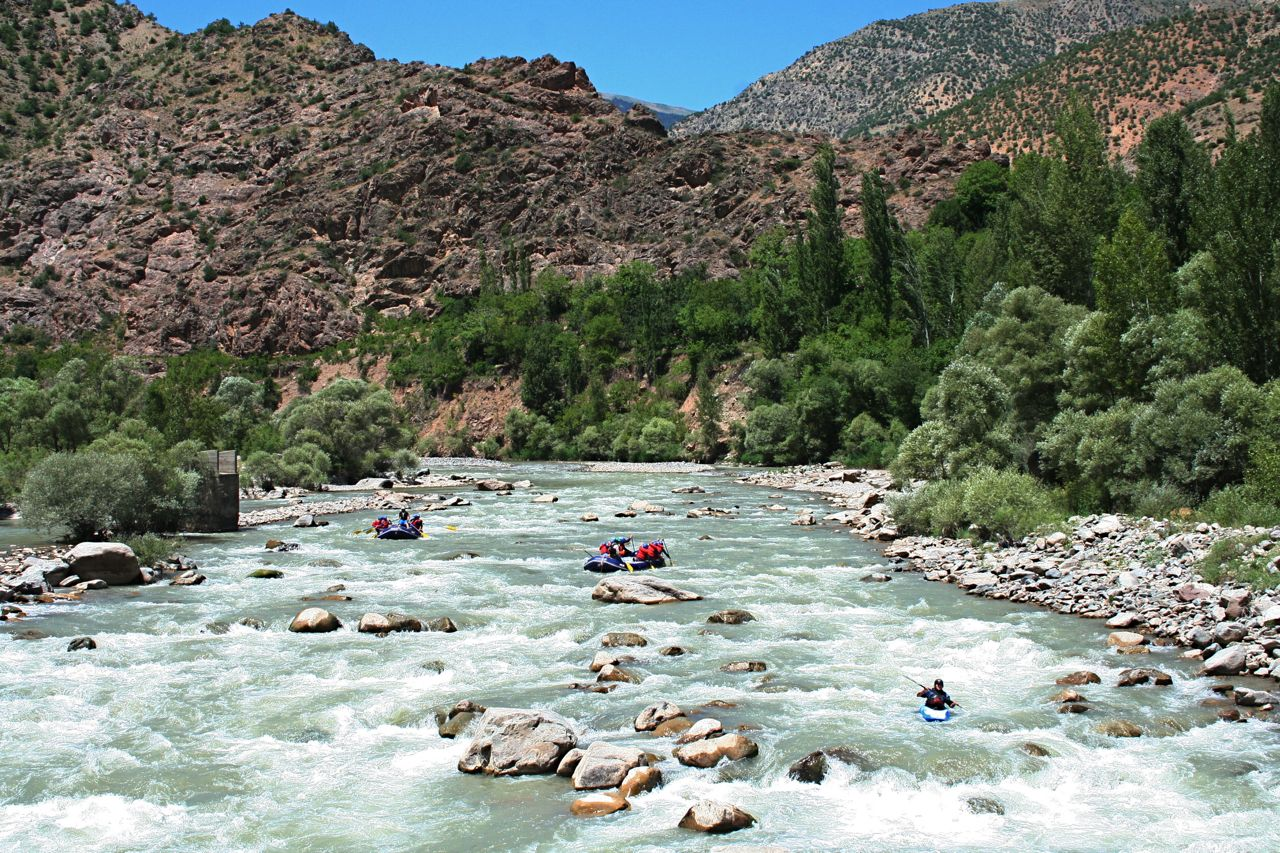
チョルフ川でカヤックをする人々（中央）

チョルフ川（チョルフがわ、トルコ語: Çoruh）は、トルコとジョージアを流れる河川。グルジア語名はチョロヒ川（チョロヒがわ、ჭოროხი、ch'orokhi）、ギリシャ語名はアカンプシス川（アカンプシスがわ、Άκαμψις、Akampsis）。トルコ北東部のメスジット山地に源を発し、ケルキット＝チョルー断層に沿ってバイブルト、イスピル、ユスフェリ、アルトヴィンの各都市を通り、ジョージアに入って数km後にバトゥミの真南で黒海に流入する。
アッリアノスは『黒海周遊記』のなかでアカンプシス川と記したが、ガイウス・プリニウス・セクンドゥス（大プリニウス）はそれをバティス川と混同していた。英語では昔はボアス川、チュルク川などとして知られていた。

## 生物多様性
チョルフ渓谷は世界自然保護基金（WWF）やコンサベーション・インターナショナル（CI）から「生物多様性ホットスポット」と見做されているコーカサス生態系ゾーンのなかにあり、トルコの環境保護団体から主要植物地域、主要鳥類地域、生物多様性重要地域に指定され、最優先保護地域にも推薦されている。植物種が豊かで、104種の絶滅危惧種が生息しており、そのうち67種はトルコの固有種である。

## レクリエーション
「エコツーリズムのメッカ」とか「トルコ最後のワイルドな川」といった異名を持つチョルフ川には、東アナトリア観光開発事業がホワイトウォーター・カヤッキングで活性化を図っている。2005年にはエクストリーム・カヤックの競技大会が行われ、世界各国からカヤック選手やいかだ乗りが集結した。

## ダム
チョルフ川開発計画のもと、計13の水力発電ダムの建設が計画されている。
| ダム                           | 過程     |
| ------------------------------ | -------- |
| トルトゥムダム（Tortum）       | 完成     |
| ムラトルダム（Muratlı）        | 完成     |
| ボルチュカダム（Borçka）       | 完成     |
| デリネルダム（Deriner）        | 工事中   |
| アルトヴィンダム（Artvin）     | 計画段階 |
| ユスフェリダム（Yusufeli）     | 計画段階 |
| アイヴァルダム（Ayvalı）       | 計画段階 |
| オルルダム（Olur）             | 計画段階 |
| アルクンダム（Arkun）          | 計画段階 |
| アクスダム（Aksu）             | 工事中   |
| ギュルリュバーダム（Güllübağ） | 計画段階 |
| イスピルダム（İspir）          | 計画段階 |
| ラレリダム（Laleli）           | 計画段階 |